# Крістіан Альманн
Крістіан Альманн (нім. Christian Ahlmann; нар. 17 грудня 1974) — німецький вершник, дворазовий бронзовий призер Олімпійських ігор (2004 та 2016 рік).

## Виступи на Олімпіадах
| Олімпіада           | Дисципліна            | Місце |
| ------------------- | --------------------- | ----- |
| Афіни 2004          | індивідуальний конкур | 18    |
| Афіни 2004          | командний конкур      | 3     |
| Пекін 2008          | індивідуальний конкур | DQ    |
| Пекін 2008          | командний конкур      | DQ    |
| Лондон 2012         | індивідуальний конкур | 68    |
| Лондон 2012         | командний конкур      | 10    |
| Ріо-де-Жанейро 2016 | індивідуальний конкур | 9     |
| Ріо-де-Жанейро 2016 | командний конкур      | 3     |